# 能島征二
能島 征二（のうじま せいじ、1941年12月5日 - ）は、東京都台東区浅草出身の彫刻家である。
1945年に母親の郷里である茨城県笠間市に疎開、中学時代には笠間焼の粘土を用いて塑像を作り始める。彫刻家の小森邦夫に師事、私立茨城高等学校在学中に県展に入選するなど早くから才能を発揮し、感性豊かで格調高い人体ブロンズ像を多く制作している。茨城県水戸市の公園等には、能島の作成した水戸黄門像や徳川慶喜像などがある。従弟に画家の能島和明がいる。

徳川斉昭公・七郎麻呂像（1999年）：水戸市千波公園

## 略歴
- 1962年、「女の首」で第5回新日展初入選。
- 1964年、茨城大学教育学部美術科卒業。
- 1969年、「窮」で第1回改組日展特選受賞。
- 1995年、茨城県美術展覧会会長となる。
- 2000年、「悠久の時」で第32回改組日展文部大臣賞受賞。
- 2005年、「慈愛－こもれび」で第61回日本芸術院賞受賞。社団法人日展理事となる。
- 2006年、社団法人日本彫刻会常務理事及び委員長となる。日本芸術院会員となる。
- 2007年、茨城県特別功績者表彰を受ける。
- 2008年、水戸市文化栄誉賞を受賞

## 役職
- 日本芸術院会員。
- 社団法人日展常務理事
- 社団法人日本彫刻会常務理事
- 茨城県美術展覧会会長。